# El coronel no tiene quien le escriba
El coronel no tiene quien le escriba és una breu novel·la de Gabriel García Márquez publicada l'any 1961. És una de les obres més cèlebres de l'autor, i el seu protagonista, un vell coronel que espera una pensió que mai arriba, és considerat com un dels personatges més entranyables de la literatura hispanoamericana del segle xx.

## Argument
El coronel és un veterà de la Guerra dels Mil Dies que malviu en una casa d'una població de la costa atlàntica amb la seva dona asmàtica. L'acció es desenvolupa el 1951. La història comença un matí d'octubre en el qual el coronel es prepara per assistir a un funeral i donar el condol a la família.
Durant quinze anys, el coronel baixa cada divendres a l'oficina de correus del port amb l'esperança de rebre una confirmació sobre una pensió de veterà de la guerra civil. El seu metge, el qual es troba també a l'oficina, li deixa el diari, que ha estat censurat. Sense cap font d'ingressos, l'única esperança per guanyar-se la vida és un gall de baralla, heretat del seu difunt fill, que el coronel ha estat criant a casa durant diversos mesos, amb la intenció de fer-lo barallar al gener i obtenir un benefici de les apostes.
Posteriorment, el metge va a casa del coronel per visitar la seva dona, i després de donar-li el vistiplau, li dona al coronel una carta amb la informació censurada als diaris. En arribar a casa, el coronel i la seva dona discuteixen sobre la conveniència d'invertir els pocs estalvis restants en la compra de blat de moro per a la manutenció del gall.
Després de canviar d'advocat, el coronel escriu una carta al govern demanant novament la seva pensió. Just aquell dia s'acaba el blat de moro per a la cria del gall, i comença a alimentar-lo amb fesols vells. La seva dona argumenta que hauria de vendre un vell rellotge a Álvaro, el sastre del poble. Camí cap a la sastreria es troba amb diversos companys del seu difunt fill Agustín, entre ells, Germán, a qui els ofereix el gall. A canvi, aquests han de cuidar-lo fins a les baralles del gener.
Durant una visita a don Sabas, aquest li suggereix que si es vengués el gall, li comprarien fàcilment per 900 pesos. Després de descobrir que la seva esposa havia hagut d'empenyorar els seus anells de casament, decideix vendre'l a don Sabas, encara que aquest li respon que té un client que està disposat a comprar-li per 400 pesos. El metge, per la seva part, aconsella al coronel que no el vengui, ja que don Sabas el vendria posteriorment a 900 pesos.
Don Sabas surt de viatge i decideixen que tancaran el tracte quan torni. El divendres, com de costum, el coronel va al port i de camí recorda que aquell dia comencen els entrenaments del gall per a la baralla. En passar per la gallera el coronel descobreix que tenen el seu gall. Seguidament, el coronel el va a recollir i veu com l'emocionat públic ovaciona el gall i, enmig d'una gran confusió i motivació, s'emporta el gall a casa, decidit a no vendre'l. Durant la conversa final, discuteix amb la seva dona, la qual li retreu la total manca de diners i el seu idealisme. La novel·la acaba amb la cèlebre escena final en què l'esposa pregunta al coronel «Digues-me, què mengem» i ell, alliberat, s'arma de valor i li respon: «Merda».

## Personatges
L'autor descriu breument els personatges i n'explica només els trets més significatius de cadascun d'ells:
- El coronel és un personatge sense nom propi que l'identifiqui; la gent del poble també el coneix amb aquest malnom. Porta quinze anys esperant pacientment rebre la notificació de la paga de la seva pensió, i divendres rere divendres va al port esperant la seva carta, que mai rep. Se'ns mostra com un home ferm que fins al final del llibre no es resigna, tot i que segueix amb el cap alt.
- La dona del coronel tampoc té nom propi a diferència dels altres personatges. Contrasta amb la visió del coronel, ja que ella és qui sempre destaca la seva mala situació. Està malalta d'asma.
- Don Sabas és el padrí d'Agustín, el fill del coronel. També és l'únic dirigent del partit del coronel que viu al poble i que es va escapar a la persecució política. És el més ric del poble i la seva avarícia el fa comprar el gall del coronel a molt baix preu.
- El metge es mostra com una bona persona que facilita el diari al coronel de forma clandestina i cura la seva dona de manera gratuïta.

L'autor també introdueix esporàdicament personatges com Germán, Álvaro (antic cap d'Agustín), Alfonso, Moisés, l'advocat o la dona de don Sabas.

## Anàlisi
Gabriel García Márquez va configurar un món propi en què totes les seves obres pivoten al seu voltant, tot i que des de diferents punts de vista; el coronel prendrà vida a La mala hora i a Cent anys de solitud es resoldran qüestions obertes a El coronel no tiene quien le escriba. Tot i ser publicada després d'El coronel no tiene quien le escriba, és cronològicament anterior a aquesta.
Aquest món propi present a El coronel no tiene quien le escriba és un poble aïllat, desconegut, sense nom, abstracte, el qual només està comunicat per mar. L'obra transcorre els mesos d'octubre, novembre i desembre.
Pel que fa al llenguatge narratiu, la sintaxi és exacta i eficaç, cosa que fa que sigui un llibre apte per a tota mena de lectors. A més, no fa referències a fets ocorreguts anteriorment, cosa que li dona força i vigor al relat. Seguint l'estil de l'autor, els recursos literaris no són complicats.
Cal destacar, també, la circularitat de l'obra: el protagonista comença decebut, en un enterrament sota la pluja i va evolucionant fins a acabar content, amb el cap ben alt en un dia assolellat; les condicions són diferents, ell és diferent, però el lloc és el mateix.
El coronel no tiene quien le escriba presenta diversos símbols, entre els quals destaquen:
- El gall: representa el record del seu fill i l'honor del coronel. Al final no ven el gall, per preservar l'honor.
- El paraigües: quan aquest està tancant vol dir que diran un record dolent del seu fill. En canvi, quan està obert simbolitza un record feliç.

Altres símbols representats en la novel·la són el temps fred (símbol de la tristesa), el bon temps (alegria) o el mirall trencat (mala sort).

## Repercussió
Aquesta obra va estar traduïda a diverses llengües i l'any 1999 es va adaptar la novel·la al cinema de la mà del director mexicà Arturo Ripstein, amb el mateix títol que l'original.